# Hydrocynus somonorum
Hydrocynus somonorum är en fiskart som först beskrevs av Daget, 1954.  Hydrocynus somonorum ingår i släktet Hydrocynus och familjen Alestidae. Inga underarter finns listade i Catalogue of Life.